# Дельта Стрельца
Дельта Стрельца (δ Sgr, Каус Медиа) — двойная звезда в южном созвездии Стрельца. Видимая звёздная величина равна +2,70, вследствие чего объект хорошо виден невооружённым глазом. Измерения годичного параллакса дали оценку расстояния 107 пк от Солнца.

## Свойства
Эгглтон и Токовинин (2008) относят объект к категории двойных звёзд, согласно их выводам звезда состоит из звезды-гиганта спектрального класса K3 III на поздней стадии эволюции, и белого карлика. Звезда-гигант является бариевой звездой, по всей видимости содержание элементов s-процесса оказалось повышенным вследствие переноса вещества со звезды-компаньона. Масса в 3,21 раза превышает массу Солнца; возраст звезды составляет около 260 млн лет.
Дельта Стрельца обладает тремя тусклыми видимыми компаньонами:
- звезда 14-й звёздной величины на расстоянии 26 угловых секунд,
- звезда 15-й звёздной величины на расстоянии 40 угловых секунд,
- звезда 13-й звёздной величины на расстоянии 58 угловых секунд.

## Название
δ Стрельца — обозначение Байера для объекта.
Традиционное название — Каус Медиа, Каус Меридионалис, Медиа, что происходит от арабского قوس (qaws, означает «лук») и латинского media (означает «средний»). В 2016 году Международный астрономический союз организовал Рабочую группу по названиям звёзд (WGSN) для стандартизации и внесения в каталог собственных названий звёзд. Первый бюллетень был выпущен в июле 2016 года и включал первые таблицы утверждённых названий звёзд, название Каус Медиа также было включено в таблицу.
В каталоге звёзд Календариума Аль Ахзази аль-Муаккета звезда обозначена как Thani al Waridah.
В китайской астрономии 箕 (Jī), означает Корзина для развеивания и относится к астеризму, состоящему из Дельты Стрельца, Гаммы Стрельца, Эпсилона Стрельца и Эты Стрельца. Китайское название Дельты Стрельца — 箕宿二 (Jī Sù èr, Вторая звезда в корзине для развеивания.)